# Episodi di Squadra antimafia - Palermo oggi (ottava stagione)
L'ottava ed ultima stagione della serie televisiva Squadra antimafia - Palermo oggi è stata trasmessa con il titolo Squadra antimafia - Il ritorno del boss in prima visione in Italia da Canale 5 dall'8 settembre 2016.
| nº | Titolo                               | Prima TV Italia   |
| -- | ------------------------------------ | ----------------- |
| 1  | Il ritorno del Boss                  | 8 settembre 2016  |
| 2  | Le indagini della nuova squadra      | 15 settembre 2016 |
| 3  | L'uranio e il business               | 22 settembre 2016 |
| 4  | L'attentato alla duomo               | 30 settembre 2016 |
| 5  | Ulisse Mazzeo                        | 7 ottobre 2016    |
| 6  | La bomba                             | 14 ottobre 2016   |
| 7  | La vera identità di Filippo De Silva | 21 ottobre 2016   |
| 8  | Il segreto della famiglia Abate      | 28 ottobre 2016   |
| 9  | Legami spezzati                      | 4 novembre 2016   |
| 10 | Alla fine tutto cambia               | 11 novembre 2016  |

## Il ritorno del Boss
- Diretto da: Renato De Maria
- Scritto da: Pietro Valsecchi, Sandrone Dazieri, Valter Lupo e Giorgio Nerone

### Trama
Durante una telefonata tra il vicequestore Davide Tempofosco (Giovanni Scifoni) e Anna Cantalupo (Daniela Marra) esplode una bomba che causa la morte di Tempofosco e il grave ferimento di Vito Sciuto (Dino Abbrescia) che si trovava in compagnia del vicequestore. L'attentato, dietro il quale si nasconde un nuovo personaggio, Reitani (Ennio Fantastichini) colpisce duramente la Duomo. La Cantalupo, ancora turbata per la grave perdita e per le sorti di Sciuto, si mette a capo della Duomo con l'obiettivo di fermare il responsabile dell'esplosione. In squadra arrivano nuove forze pronte ad affiancare i superstiti, una nuova squadra scelta proprio da Tempofosco. L’Ispettore Orsini e il Questore Licata introducono i nuovi arrivati: Giano Settembrini (Davide Iacopini), Carlo Nigro (Giulio Berruti) e Rosalia Bertinelli (Silvia D'Amico). Settembrini è un ispettore capo all'antidroga di Catania, chiacchierato perché messo più volte sotto inchiesta per corruzione e sottrazione di prove. Nigro è ispettore capo alla omicidi, noto per essere un dongiovanni. La Bertinelli è figlia di mafiosi, il padre, Francesco Corvo, è morto e la madre è in carcere. Sciuto si trova in ospedale su una sedia a rotelle, convinto di non tornare più a camminare. Anna cerca di convincerlo a tornare a lavorare alla Duomo per darle una mano ma lui non ne vuole sapere.
Il killer di Tempofosco fa una strage in un bar, uccidendo tre uomini, Mario Anselmo, Antonio Bui e Antonio Cavezza, tre soldati dei vecchi clan in pensione. Indagando la Duomo arriva al nome del sicario: Emanuel Bevilacqua detto Mastrolindo, latitante e chiamato dai Corda per vari lavori, scoprendo che è coinvolto nell'attentato a Tempofosco. La Duomo riesce a scovarlo, per arrivare al mandate dell’esplosione, ma lo trova insieme ai Corda, ne nasce un conflitto a fuoco, Capace viene ucciso non rivelando il nome del mandante dell'omicidio di Tempofosco. 
La Cantalupo manda la Bertinelli e Caputo ad indagare su una pompa di benzina che ha preso fuoco dove c'è anche un morto, una donna, si pensa ad una ritorsione per un mancato pagamento del pizzo. 
Le indagini della squadra sul telefono di Tempofosco portano al suo informatore e risalgono all'unico sopravvissuto alla sparatoria del bar: Oreste Diotallevi. Anche i Corda cercano Diotallevi e mandano Daniele Zucchero in ospedale dove si trova Rachele Ragno che lo conosce ma lei riesce a scappare uccidendo sia Zucchero che il piantone fuori dalla sua camera. Sulle tracce dell’uomo c'è anche De Silva che tramite Gustavo Diotallevi risale al luogo dove Oreste Diotallevi si nasconde. De Silva viene arrestato e portato in Duomo ma interviene l'ASI che porta via De Silva e lo conduce nel carcere militare. 
La Cantalupo e la Bertinelli rintracciano Diotallevi ma questo si uccide senza rivelare nulla, informandole solo che "Lui è tornato". Reitani parte portando via con se Patrizia Fiorilli (Caterina Shulha), una ragazza che balla in locale di lap dance, da Roma per Catania. La Bertinelli raggiunge il medico legale il quale la informa che la donna morta alla pompa di benzina è Rosy Abate. Intanto al carcere militare De Silva si è impiccato. 
- Ascolti Italia: telespettatori 3.681.000  – share 17,00%[1]

## Le indagini della nuova squadra
- Diretto da:Renato De Maria
- Scritto da:Pietro Valsecchi, Sandrone Dazieri, Valter Lupo e Giorgio Nerone

### Trama
La Cantalupo e Settembrini sono al carcere militare ad indagare sulla morte di De Silva e scoprono che il cadavere è stato portato via dall'ASI, ma la Cantalupo non crede che De Silva sia morto. In realtà si scopre che De Silva è realmente ancora vivo e salvato dall'ASI per una missione ancora non nota. Alla Duomo la Bertinelli e Caputo continuano ad indagare sulla morte dell'Abate cercando di capire chi possa averla uccisa. Intanto Tindaro Marchese incontra Reitani, vecchio amico di suo padre, il quale gli propone il business dell'uranio.
La madre della Bertinelli in carcere la informa che i quattro uomini morti facevano parte di un gruppo di fuoco che sterminarono, quarant'anni prima, il clan dei Mazzeo, una famiglia che aveva pestato i piedi ai Marchese e ai Corda. Rachele Ragno, in fuga e latitante, vuole essere certa che De Silva sia morto e minaccia uno dei militari di servizio la notte che De Silva si è impiccato, ottenendo l'informazione che il corpo è stato portato via dai servizi segreti, poi uccide la guardia il cui corpo viene trovato e la Duomo viene informata che dietro questo omicidio potrebbe esserci la Ragno.
Caputo, indagando sui vecchi fascicoli dell'uccisione del Clan Mazzeo, scopre che oltre ai 4 uomini del gruppo di fuoco ce n'era un quinto, Giovanni Reitani, fuggito negli Stati Uniti prima dell'arresto. In seguito al ritrattamento di alcuni testimoni l'imputazione per strage decadde e i 4 uomini furono condannati per un reato minore. Reitani invece, in America, si era unito ai Gambino ma fu arrestato per omicidio e condannato a trent'anni. Uscito dal carcere si trasferì in Africa. La Duomo cerca di rintracciarlo.
Saverio Castro, luogotenente di Tindaro Marchese, informa Reitani che non sono interessati all'affare dell'uranio. Settembrini informa la Cantalupo che Reitani è in Italia, pensano a Roma ma alla Duomo scoprono che è arrivato a Catania. Reitani incontra Settembrini in un ristorante ma mentre quest'ultimo vuole parlare alla Duomo Reitani lo ricatta con un video dove si vede Settembrini prendere una mazzetta da un suo vecchio informatore. Reitani lascia a Giano una chiave che dovrà lasciare in un posto in seguito. Reitani uccide Saverio Castro. Quando la Duomo trova il corpo, Reitani informa Settembrini di lasciare lì la chiave, questa ha un numero di serie attraverso cui si risale ad una import/export, l'Elefantino blu. Quando la Duomo arriva nasce un conflitto a fuoco, la Cantalupo segue Gerlando ma viene fermata da un uomo che poco prima di spararle viene ucciso da De Silva. La Duomo riesce a sequestrare alla import/export 200 Kg di cocaina e da li compie una serie di arresti causando un duro colpo per i Marchese. 
Caputo e la Bertinelli tramite altre registrazioni mandate dalla scientifica sulla morte di Rosy Abate risalgono al presunto killer, Remo Buonanno, appartenente al clan dei Mezzanotte, e con Orsini vanno a prenderlo ma Buonanno scappa e si scopre che l'omicidio è dovuto ad un tesoro che l'Abate aveva e che Buonanno voleva per sé. Sciuto torna alla Duomo pronto per collaborare con la squadra. Intanto Tindaro è costretto ad accettare l'affare proposto da Reitani ma prima chiede informazioni tramite l'avvocato a Torrisi che si trova in carcere. Sciuto scopre che Reitani è a Catania con una donna, Patrizia Fiorelli e trova in seguito la villa che i due hanno affittato.
Adamo Corda è convinto che tutto quello che sta succedendo è legato a qualcosa del passato e avendo un'idea manda il figlio Antimo a cercare Rachele Ragno. Alla villa di Reitani arriva Gerlando che non si fida dell'uomo. Nel frattempo arrivano anche quelli della Duomo e in seguito ad una colluttazione tra Gerlando e Reitani Patrizia colpisce il primo alla testa e Reitani lo uccide. Patrizia nasconde il cadavere e pulisce la stanza, Reitani apre alla Cantalupo e a Nigro.
- Ascolti Italia: telespettatori 3.119.000  – share 13.7%[2]

## L'uranio e il business
- Diretto da: Samad Zarmandili
- Scritto da:Pietro Valsecchi, Sandrone Dazieri, Valter Lupo e Giorgio Nerone

### Trama
Mentre Reitani parla con la Cantalupo e Nigro, Patrizia pulisce la tracce di sangue nella stanza dove Reitani ha ucciso Gerlando. Quando Patrizia si presenta con una scusa Nigro riesce a parlare da solo ma Patrizia non sembra interessata alle parole del poliziotto. La Cantalupo non si fida di Reitani. Torrisi esce dal carcere per andare al funerale dello zio, qui viene rapito. Intanto la Bertinelli rivela a Sciuto che il killer dell'Abate è sparito e che non si sa dove siano finiti i soldi che lei aveva. Patrizia e Reitani avvolgono il cadavere di Gerlando dentro dei sacchi e lo seppelliscono. Arriva alla Duomo la notizia che Torrisi è evaso e si scopre che dietro ci sono i Marchese. La squadra deve capire Torrisi a cosa serve i Marchese e che collegamenti ci sono con tutte le cose successe.
La Cantalupo e Settembrini vanno dall'ASI dove la donna afferma a Lugli che ha visto De Silva. Quando escono Giano riceve una telefonata da Reitani e nel frattempo la Cantalupo va verso la macchina dove viene assalita da De Silva che l'addormenta e le clona il telefono, quando Giano la raggiunge lei si sta risvegliando. Settembrini informa la Cantalupo di aver ricevuto una soffiata e quindi c'è un modo per arrivare ai Marchese. Con loro c'è la Bertinelli e i tre osservano una fruttivendola che fa da "postina" ai Marchese. 
La Cantalupo vuole mettere su un'operazione detta "Casella Postale" per arrivare ai Marchese. Intanto Rachele parla con Antimo e il padre Adamo Corda il quale vuole, visto i precedenti rapporti di Rachele con De Silva e Torrisi, non vuole una guerra ma vuole sapere cosa vogliono i Marchese. La Bertinelli intanto è interessata a che fine farà il corpo di Rosy Abate e decide di seppellirla vicino al figlio Leonardo. Intanto De Silva segue la Cantalupo ascoltando ogni conversazione. Caputo ed Orso sono fuori dalla villa di Reitani per controllarlo e vengono raggiungi da Settembrini che comincia ad essere molto nervoso essendo tenuto sotto scacco dallo stesso Reitani.
Alla Duomo inizia l'operazione "Casella Postale". Durante i pedinamenti Rachele si accorge che dietro ai Marchese c'è tutta la Duomo, Nigro e la Bertinelli seguono la "postina" fino ad una pensione dove la donna si incontra con un uomo stretto dei Marchese che viene seguito dalla Cantalupo e da Settembrini appostati fuori, mentre Nigro e Bertinelli seguono la donna. Anna e Giano arrivano all'imbocco di una strada chiusa ma non proseguono perché c'è rischio che vengano scoperti, Sciuto li informa che Reitani e Patrizia sono usciti di casa e manda Giano a mettere delle cimici intanto che Anna aspetta il resto della squadra. Mentre Giano, arrivato alla villa, sta piazzando le cimici, trova un anello sotto un mobile. Nigro sta seguendo Reitani e Patrizia e quando l'uomo si allontana un attimo coglie l'occasione per riavvicinarsi a Patrizia e cercare di convincerla a fidarsi di lui.
La squadra raggiunge al Cantalupo, essendoci 4 cascine si dividono in gruppi ma vogliono intervenire solo se ci sono i capi o Torrisi, quando trovano la cascina con i membri del Clan Marchese Giano cerca di avvicinarsi per vedere chi c'è dentro ma viene scoperto e dopo un paio di colpi di pistola uccidendo 4 uomini, arrestano il resto e procedendo con l'arresto di tutti quelli coinvolti dell'operazione tra cui la fruttivendola e del sequestro della varie attività scoperte.
De Silva intanto incontra Lugli per metterlo al corrente dei suoi spostamenti e delle novità. Intanto Tindaro vuole capire come abbia fatto la polizia a fare queste retate e grazie a Torrisi capisce che il tutto è collegato alla sparizione di Gerlando. Attraverso delle foto Giano scopre che l'anello apparteneva a Gerlando Marchese. La madre di Rosalia in carcere da una pista alla figlia per arrivare a Tindaro. Intanto Rachele continua a seguire la Duomo e i Marchese. La pista che seguono in Duomo è un quello di un ristorante dove pare che il martedì i Marchese ordinino piatti prelibati e li facciano passare a prendere. De Silva che sta seguendo la Cantalupo arriva prima della Duomo al ristorante. La Duomo si infiltra nel ristorante e quando l'uomo dei Marchese arriva per portar via l'ordine gli mettono una cimice nel scatola e lo seguono. Mentre Tindaro sta parlando con Torrisi del business dell'uranio De Silva li sta ascoltando ma viene catturato da una donna. La Duomo arriva e in seguito ad una sparatoria Tindaro viene arrestato e Torrisi scappa ma viene "salvato" da Rachele Ragno.
Tornati alla Duomo la Bertinelli informa il questore Licata che dalle indagini in Svizzera sono rimasti fondi consistenti del tesoro dell'Abate pari a 200 milioni di euro che sono stati trasferiti in una banca in Australia mesi prima. Giano vuole scoprire cosa si cela dietro l'anello trovato a casa di Reitani, così va da solo alla villa e attraverso alcune tracce trova il posto dove Reitani e Patrizia hanno sepolto il cadavere di Gerlando ma Reitani lo scopre, anche se Giano vorrebbe arrestarlo le minacce su di lui non gli consentono di farlo. De Silva si sveglia e riconosce nella donna che lo ha rapito una mercenaria di nome Milla che lo seda e usa un bisturi su di lui.
- Ascolti Italia: telespettatori 3.133.000  – share 14.1%[3]

## L’attentato alla duomo
- Diretto da:Renato De Maria
- Scritto da:Pietro Valsecchi, Sandrone Dazieri, Valter Lupo e Giorgio Nerone

### Trama
Quando De Silva si sveglia di nuovo scopre che Milla gli ha messo un rivelatore nel petto, il datore di lavoro dietro Milla vuole l'uranio, Milla inoltre fa presente che nel petto De Silva ha 4 grammi di cianuro e lui non può farci nulla altrimenti morirà. Alla Duomo la Cantalupo interroga Tindaro ma lui le dice che non c'entra nulla con la morte di Tempofosco e con le altre uccisioni. Licata giunto alla Duomo rivela alla Cantalupo che è stata Rachele Ragno a salvare Torrisi dal covo dei Marchese durante il loro blitz. Intanto Rachele e Torrisi arrivano dai Corda.
La Cantalupo si accorge del cambiamento di Settembrini ma lui non le rivela nulla. Rosalia che non sa risalire ai conti dell'Abate chiede aiuto alla Cantalupo. Intanto i Corda comincia a prendersi tutto il territorio dei Marchese, durante una sparatoria viene ferito un membro dei Marchese che rivela alla polizia dove potrebbero trovarsi i due membri mancanti dei clan Marchese, Riccardo e Aniello, ma anche De Silva è sulle loro tracce e scopre il nome di Reitani mentre ascolta una loro conversazione. La Duomo arriva sul posto e ne nasce una sparatoria, arrivano anche i Corda ma i due Marchese riescono a scappare, abbandonando la cocaina.
Giano interroga Tindaro Marchese da cui ottiene solo minacce e l'accusa di essere un corrotto convinto che ci sia Giano dietro la sparizione di Gerlando. La Bertinelli va dalla madre per parlare di Rosy Abate ma questa non ne vuole sapere e porta il discorso su Rachele Ragno e i Corda dandole un suggerimento che i due si siano uniti. Intanto Torrisi parla con Antimo e lo informa sull'affare dell'uranio ma lui non sa chi è il venditore.
Reitani lascia a casa Patrizia per andare da un amico, con l'occasione Nigro, d'accordo con la Cantalupo, raggiunge Patrizia per cercare di convincerla ancora ad aiutarli. Reitani arriva in una clinica ma l'amico è malato di cancro e ormai non c'è più nulla da fare e in seguito alla sua richiesta lo aiuta a morire. Patrizia e Carlo hanno un rapporto ma anche dopo di questo lei continua a rimanere fedele a Reitani.
De Silva racconta a Lugli di ciò che ha scoperto, vuole parlare con Tindaro ma Lugli non può fare nulla perché l'uomo è in mano alla Duomo, Milla che segue De Silva gli ricorda per chi lavora e allora lui propone a lei di fare qualcosa per parlare con Tindaro, così organizzano un attentato.
La mattina seguente, mentre alla Duomo sta arrivando l'avvocato di Tindaro, si sentono delle esplosioni fuori dall'edificio, così la maggior parte dei poliziotti escono per vedere e nell'edificio rimangono i membri della squadra. De Silva entra nell'edificio vestito da poliziotto e raggiunge il tetto dove sistema delle cariche esplosive e da l'ok a Milla per farle esplodere. In seguito all'esplosione la Cantalupo, l'avvocato di Tindaro, Caputo e Orso con Nigro rimangono illesi ed escono fuori dall'edificio, Settembrini si trova nella stanza con Tindaro ma quando riprende i sensi l'uomo è sparito portato via da De Silva, Rosalia è invece sotto un mobile priva di sensi e Sciuto la trova e riesce a liberarla chiedendo poi aiuto, li raggiunge Giano che li aiuta ad uscire. Fuori dall'edificio la Cantalupo vede De Silva andare via in macchina con Tindaro e una donna.
La Cantalupo presa dalla rabbia va all'ASI e accusa Lugli di coprire De Silva. Intanto Tindaro viene portato da Milla e De Silva in una masseria.
In ospedale Sciuto capisce che può tornare a camminare e la Bertinelli ha un incubo su Rosy. Torrisi e Rachele arrivano ad un consulente di Tindaro che però non ha idea di chi ci sia dietro il traffico dell'uranio ma visto che non sa nulla Rachele lo uccide. Dalla televisione Rachele scopre che Tindaro è fuggito dalla Duomo e pensa ci sia dietro De Silva, avvisa Antimo. Attraverso le telecamere Giano e Carlo scoprono l'identità della donna che ha aiutato De Silva e attraverso una carta intestata a lei risalgono alla masseria in cui la donna con De Silva ha portato Tindaro. Anche Antimo scopre della masseria e avvisa Rachele che lo precede. Mentre De Silva e Milla stanno torturando Tindaro per avere notizie Rachele li raggiunge e sente il nome di Reitani ma prima che Tindaro possa dire altro spara contro De Silva, mentre i 2 hanno un conflitto a fuoco, e una pallottola uccide Tindaro, Milla prende alle spalle Rachele ma arrivano i Corda e poi la Duomo. Durante il conflitto a fuoco Rachele e Antimo fuggono e anche De Silva e Milla.
Un contatto di Reitani lo avvisa che il carico sta arrivando. Sciuto e Rosalia tornano alla Duomo e la squadra si rimette subito al lavoro. Anna ha dei dubbi su Giano e gli chiede il nome dell'informatore della soffiata sulla "postina", Giano gli dice che si tratta di un piccolo spacciatore, Lorenzo Miele. Giano insospettito si reca da Miele per convincerlo ad andarsene. Intanto la Cantalupo rivela i suoi dubbi alla Bertinelli e decidono di andare dall'informatore per verificare la versione di Giano. Mentre quest'ultimo è da Miele arrivano la Anna e Rosalia, Miele conferma la versione e Giano scappa ma perde il suo accendino che la Cantalupo trova non vista dalla Bertinelli.
Patrizia manda un messaggio a Nigro chiedendo di vederlo e lascia Reitani a casa con una scusa. Settembrini dopo essere tornato in Duomo e dopo una conversazione con Sciuto decide di andare ad arrestare Reitani, la Cantalupo lo segue. Antimo informa il padre che dietro l'affare dell'uranio c'è lo stesso Reitani e il padre lo manda a prendere. Giano arriva alla villa e vuole arrestare Reitani, Anna lo vede ma viene sorpresa alle spalle da Rachele Ragno arrivata anche lei coi Corda alla villa.
- Ascolti Italia: telespettatori 3.052.000  – share 13.7%[4]

## Ulisse Mazzeo
- Diretto da:Samad Zarmandili
- Scritto da:Pietro Valsecchi, Sandrone Dazieri, Valter Lupo e Giorgio Nerone

### Trama
La Cantalupo e Settembrini vengono disarmati contemporaneamente e Reitani viene portato via da un membro dei Corda. Dentro la villa Anna reagisce e inizia una lotta conto Rachele, contemporaneamente fuori Giano lotta con uno dei Corda riuscendo a disarmarlo e a metterlo momentaneamente fuori gioco, entra poi nella villa e trova Rachele sopra Anna pronta per sparargli, Rachele spara a Giano ferendolo e poi scappa. Anna cerca di seguirli ma sono tutti fuggiti, chiama Sciuto e lo informa dell'accaduto. In seguito chiede spiegazioni a Giano.
Carlo e Patrizia sono insieme in una casa e lui cerca di far capire alla ragazza che non può continuare a stare con Reitani. Nigro le lascia nella casa un telefono da cui la ragazza potrà chiamarlo in caso di pericolo. Sciuto informa Nigro dell'accaduto e Patrizia contattata da Reitani scappa ma Carlo non riesce a raggiungerla. Reitani manda delle disposizioni a Patrizia attraverso un filmato.
Settembrini confessa tutto alla Cantalupo e malgrado tutti lei cerca di coprirlo con la squadra. Licata arrivato alla villa viene informato dalla Cantalupo che non tradisce Giano.
Reitani raggiunge i Corda ma vuole parlare con Adamo non con Antimo il quale lo informa che gli affari dovrà farli con lui. Intanto Patrizia raggiunge un indirizzo dove trova Riccardo e Aiello Marchese, che si stanno nascondendo, rivelandogli che ha un video da fargli vedere da parte di Reitani. I due Marchese sono interessati all'affare proposto da Reitani ma non vogliono lasciar andare Patrizia e la obbligano a rimanere con loro.
Alla villa la squadra trova dei resti di polaroid tra le ceneri del camino e una tra queste una foto di un casale. Intanto Antimo e Rachele presentano Torrisi a Reitani e definiscono tutti i termini dell'accordo. De Silva parla con Lugli di Reitani e che sicuramente l'affare verrà fatto coi Corda ma non sa quando arriva il carico. De Silva deve arrivare a Torrisi per capire quando arriverà il carico. Intanto Torrisi e Rachele incontrano il contatto di Torrisi e sono seguiti da De Silva che informa subito Lugli e Milla.
Continuando ad analizzare i conti dell'Abate tra i vari spostamenti si risale ad una società si consulenza finanziaria di Catania. La Bertinelli e Caputo si dirigono alla società ma trovano la polizia e il titolare morto. La segretaria ha visto l'assassino che è Bonanno, il killer dell'Abate. Alla Duomo cercano di ricavare notizie dalla polarid trovata alla villa di Reitani e iniziano a scavare sulla sua vita.
Patrizia cerca un modo di scappare dai Marchese. Giano trova la villa della polaroid. Dalle indagini sulla vita di Reitani si scopre che l'uomo dovrebbe avere una menomazione ad una mano, un dito mancante. Settembrini, la Cantalupo, Nigro e Caputo vanno alla villa della polaroid per verificare se i Corda sono lì e trovano alcuni membri del clan a guardia dell'entrata. Rachele, con Torrisi, di ritorno alla villa trova delle tracce di pneumatici. All'interno della villa Reitani, Rachele, Antimo e Torrisi devono aspettare l'arrivo della nave ma Rachele non si sente sicura. La Duomo infatti viene sorpresa fuori dalla villa e nasce un conflitto a fuoco. Torrisi cerca di scappare inseguito da Rachele. Antimo e Reitani scappano e insieme a Rachele e Torrisi fuggono via e sono costretti ad andare da Adamo Corda malgrado il fatto Antimo non lo voglia coinvolgere. Nigro pensa che Reitani abbia lasciato di proposito la foto della villa per permettere alla Duomo di seguirli.
Sciuto indagando sempre su Reitani scopre che quando è stato arrestato in America all'uomo sono state prese le impronte, come da prassi, e risultano tutte e 10 le dita. Quindi l'uomo che loro stanno seguendo non è il vero Reitani. Insieme alla Bertinelli informano la Cantalupo. Alla villa dei Corda scoprono il contenitore dell'uranio che il finto Reitani portava con se. La Cantalupo informa Licata delle ultime novità, inoltre hanno scoperto che sono sparite in Nigeria un centinaio di barre di uranio arricchito, quindi sicuramente ci sarà un'asta per tale carico. Licata è costretto ad avvertire il Ministro vista l'enormità della situazione.
L'autorizzazione per rintracciare il tesoro dell'Abate non viene data dal Magistrato. Antimo con gli altri raggiungono la casa di Adamo. Giano raggiunge Anna a casa sua e le consegna una lettera dove Giano ha scritto tutto quello che ha fatto fuori dalle regole ma lei rifiuta e gli chiede di tornare ad essere le persona che era. Rosalia chiama Sciuto per incontrarsi e gli racconta dei continui incubi su Rosy e alla fine all'insaputa di tutti decide di andare contro la legge e trovare il modo per accedere ai dati del broker per risalire ai conti dell'Abate. Patrizia ruba il cellulare ai Marchese e chiama Nigro ma viene scoperta dai Marchese e devono quindi scappare.
Arriva il giorno dell'asta: Torrisi, Rachele, Antimo e il resto del gruppo vanno al porto lasciando Reitani a casa di Adamo. L'amico di Rosalia le fa avere le informazioni sul materiale del computer del broker. La Cantalupo chiede alla Bertinelli di chiedere a sua madre informazioni su Reitani o chi sia al suo posto. La donna informa Rosalia che Reitani era amico di Ulisse Mazzeo, il boss della famiglia, che la sera del massacro si trovava a casa con la moglie e il figlio e Reitani volle fare da solo e che pare poi abbia dato fuoco al corpo del boss cosa che suona strana. Analizzando i fatti alla Duomo si coglie la probabilità che il finto Reitani non sia altri che Ulisse Mazzeo. 
Intanto al porto sono tutti pronti per l'inizio della trattativa, Torrisi e Rachele sono con i compratori mentre Antimo e i suoi uomini stanno prelevando il carico. A visionare il tutto c'è De Silva e Milla e intorno a loro nascosti gli uomini dell'ASI. La Cantalupo va con la Bertinelli e Sciuto al cimitero alla tomba di Mazzeo e aperta la bara trovano il corpo di Reitani, riconoscibile dal dito mancante alla mano sinistra. Adamo rientra alla sua villa dove ad attenderlo c'è il finto Reitani, Ulisse Mazzeo.
- Ascolti Italia: telespettatori 2.886.000  – share 12.4%[5]

## La bomba
- Diretto da:Renato De Maria
- Scritto da:Pietro Valsecchi, Sandrone Dazieri, Valter Lupo e Giorgio Nerone

### Trama
La Cantalupo avvisa Licata della scoperta, l'uomo che si finge Giovanni Reitani è in realtà Ulisse Mazzeo. Intanto Adamo Corda è proprio in compagnia di Mazzeo e parlano dei tempi passati. Al porto invece Antimo e i suoi uomini stanno prendendo il carico di uranio tenuti sotto controllo da De Silva e Milla mentre Saverio Torrisi e Rachele Ragno stanno mandando avanti l'asta. Rachele non si sente sicura e vuole chiudere l'asta il prima possibile ma Antimo non le dà ascolto. Alla Duomo la squadra che non sa nulla di ciò che sta accadendo ha le mani legati e la Cantalupo chiama Lugli per raccontargli di Ulisse Mazzeo e farsi dare le informazioni sullo scambio di uranio, Lugli le rivela dove si trovano. Intanto Rachele nota dei fili strani e seguendoli si accorge che c'è una bomba e intima a tutti di scappare. De Silva e Milla cercando di prendere possesso del carico di uranio e nel conflitto a fuoco coi Corda Milla viene ferita gravemente, contemporaneamente tutti i presenti all'asta fuggono. La bomba esplode, tutti sono fuori. La Duomo arriva e l'ASI si fa da parte per lasciare a loro il campo. I membri della Duomo arrestano la maggior parte dei partecipanti all'asta. Torrisi e Rachele cercano di fuggire con Antimo che è ferito ma quest'ultimo andando a sbattere con la macchina decide di trattenere la polizia per dare a Rachele la possibilità di salvarsi. Antimo spara contro la squadra e viene ucciso.
Rachele e Torrisi riescono a scappare, avvertono il resto degli uomini che si trovano da Adamo Corda; mentre De Silva, trascinando dietro Milla, arriva ad aprire il container con dentro l'uranio ma lo trova vuoto, al suo interno c'è una lampada rossa avvolta in una carta. Intanto Mazzeo confessa ad Adamo Corda chi è lui in realtà lasciando quest'ultimo interdetto ma gli uomini dei Corda li raggiungono informando Adamo della morte di Antimo e bloccando Mazzeo perché Adamo possa vendicarsi di lui. 
La polizia scopre che in realtà l'uranio non esiste e capiscono che dietro tutto c'è Mazzeo, è tutta una sua vendetta. De Silva fugge con Milla ma lei sta morendo e lui rischia di fare la stessa fine se lei non inserisce il codice per il suo chip. Rachele e Torrisi abbandonano l'auto e Rachele cerca aiuto da un uomo che conosce.
La Bertinelli continua le indagini su Rosy e il suo tesoro; va dalle suore dove Rosy si era rifugiata e scopre che le uniche persone che la andavano a trovare erano Calcaterra e il giardiniere della famiglia Abate, Tullio Mirabella. Patrizia Fiorilli contatta Nigro ma non riesce a dargli molte informazioni perché viene sorpresa dai Marchese, quando i tre si allontanano dalla casa in cui erano per recarsi in un altro posto Patrizia tenta di fuggire ma viene ricatturata dai Marchese e portata in una cascina abbandonata e chiusa dentro mentre i due uomini vanno all'appuntamento con Mazzeo.
Rosalia cerca informazioni dalla madre sul medico a cui Adamo Corda potrebbe rivolgersi, essendo malato di glaucoma e quindi quasi cieco, ottenendo una pista: Dott. Aurelio Famagosta e la Cantalupo la manda con Nigro a parlare con questo medico. I due poliziotti scoprono dove si trova la villa di Adamo Costa. Milla muore e De Silva non sa come fare per salvarsi, chiama Lugli raccontandogli del cianuro ma questi decide di non aiutarlo. Adamo Corda è pronto per torturare Mazzeo e vendicare il figlio ma arrivano Riccardo e Ariello Marchese e salvano Ulisse uccidendo gli uomini dei Corda e Adamo ucciso dallo stesso Ulisse.
Settembrini si sente in colpa per la situazione con Mazzeo e la Cantalupo cerca di sostenerlo. Patrizia riesce a fuggire dalla casa dove i Marchese l'hanno lasciata e si reca nell'unico posto che conosce, l'hotel dove si incontrava con Nigro. Mentre i Marchese e Ulisse Mazzeo stanno fuggendo arrivano la Cantalupo e i suoi, ne nasce un conflitto a fuoco e i tre riescono a scappare inseguiti dalla Cantalupo e da Settembrini ma riescono ugualmente a fuggire e si recano alla casa dove Riccardo e Ariello avevano lasciato Patrizia ma scoprono che è scappata e una telefonata a Mazzeo lo informa che la ragazza si trova all'hotel. Patrizia chiama Nigro e lo informa che si trova all'hotel ma mentre lui la raggiunge lei viene ripresa da Ulisse e i Marchese che la portano via e nell'inseguirli Ulisse spara a Nigro ferendolo. Arriva anche Settembrini che aveva seguito Nigro avendolo visto strano e spara contro Mazzeo e gli altri due uomini ma questi con Patrizia fuggono.
Mentre De Silva le sta pensando tutte per salvarsi la vita si ricorda della lampada trovata nel container e vi legge sopra l'iscrizione "Orfanotrofio S. Clemente" che lo porta a ricordare un evento del passato di quando era bambino. Giano è in ospedale con Nigro ma quest'ultimo non vuole dire la verità sul motivo per cui si trovava all'hotel alla Cantalupo e chiede a Giano di mentire per lui. Intanto De Silva è arrivato all'orfanotrofio ormai abbandonato e tra vari flash back e allucinazioni in una stanza trova Ulisse Mazzeo ad aspettarlo, dopodiché cade a terra.
La Bertinelli e Sciuto arrivano alla casa del giardiniere di Rosy e vi trovano Bonanno il killer di Rosy che ha picchiato a morte Mirabella, Bonanno spara verso Rosalia e Vito ma questi rispondono al fuoco e lui muore. Mirabella viene portato in ospedale. Intanto Rachele scopre che Reitani non è chi dice di essere e che ha ucciso Adamo Corda. 
De Silva si sveglia e trova Ulisse vicino a lui, capisce che in realtà non era cianuro ciò che aveva all'interno, ma non riesce a capire cosa l'uomo voglia da lui.  Mazzeo oltre a confermare che lui è Ulisse Mazzeo, confessa che in realtà De Silva è suo figlio. Quando Reitani provò ad ucciderlo Mazzeo era solo col figlio e per salvarlo lo abbandonò all'orfanotrofio.
- Ascolti Italia: telespettatori 3.230.000  – share 13.7%[6]

## La vera identità di Filippo De Silva
- Diretto da:Samad Zarmandili
- Scritto da:Pietro Valsecchi, Sandrone Dazieri, Valter Lupo e Giorgio Nerone

### Trama
Mazzeo recupera tutti i suoi soldi e va ad incontrare vecchi amici per iniziare a creare il suo clan. Intanto Licata e la Cantalupo parlano con la Bertinelli sulla morte di Bonanno ma Rosalia omette di dire la vera pista che ha seguito per arrivare al giardiniere. La squadra vuole capire cosa farà ora Mazzeo. Anna non si fida di Giano perché non si fida della versione di lui e di Nigro e crede la bugia sia a causa di Giano stesso. Cerca anche di parlare con Nigro per avere la sua versione ma lui conferma ciò che ha stabilito con l'amico.
Gli amici di Mazzeo iniziano a reclutare uomini fra i vecchi clan dei Corda e dei Marchese per unire tutte le famiglie sotto quella dei Mazzeo. De Silva, Leone Mazzeo, è tenuto "prigioniero", Ulisse vuole, prima di liberarlo, che il figlio accetti la situazione e capisca che il suo posto adesso è accanto a suo padre. Patrizia dalla finestra della sua stanza in cui è segregata vede De Silva dall'altra parte incatenato.
Rachele e Torrisi sono nascosti ma lui non è un uomo di un clan quindi non è pronto per affrontare la situazione. Sciuto e la Bertinelli raggiungono un centro massaggi dei Corda dove è in atto una sparatoria, gli uomini di Mazzeo stavano cercando di portare altri uomini dalla parte di Ulisse senza risultati. Appena arriva la polizia inizia un'altra sparatoria che porta all'uccisione di uno degli amici di Ulisse, Lorenzo Bischero e all'arresto di Giovanni Bono, membro dei Corda, il quale non ha molte informazioni da dare.
De Silva continua ad avere incubi. Nigro va via dall'ospedale di sua iniziativa e torna all'hotel, Giano lo scopre e avvisa Sciuto. Mazzeo intimorisce Patrizia, vuole capire cosa lei abbia raccontato a Nigro, ma interviene De Silva e salva la ragazza decidendo di rimanere lì col padre.
La Bertinelli di nuovo a colloquio con la madre non capisce il motivo per cui ogni volta che viene fuori il nome di Rosy Abate la madre le intima di lasciar perdere. Sciuto risale tramite le videocamere all'orfanotrofio dove De Silva è andato e risale alla fondazione a cui faceva parte l'orfanotrofio. La Cantalupo va a dare un'occhiata alla fondazione e mentre sta guardando le schede dei bambini registrati nell'orfanotrofio arriva De Silva. Anna capisce che l'uomo è il figlio di Mazzeo e De Silva afferma di averlo scoperto da poco.
Patrizia riesce a chiamare Nigro ma gli fa capire che non può scappare e lui non può raggiungerla. La Cantalupo racconta l'ultima novità: Filippo De Silva non è altri che Leone Mazzeo, il figlio di Ulisse. Arriva una segnalazione su Torrisi e Rachele Ragno e Sciuto e Giano vanno a controllare. Nigro aggiorna Giano su Patrizia. La sala giochi dove sono stati visti Torrisi e Rachele è gestita da Mimmo Accardo, Sciuto e Giano lo inseguono e vogliono informazioni su Torrisi e Rachele e ottenute vanno con la squadra dove i due si nascondono ma non riescono a fermarli e questi scappano dopo uno scontro a fuoco.
Da ulteriori indagini alla Duomo Rosalia informa che qualcuno ha pagato i primi anni di studio di De Silva. Questi due intanto vanno da un vecchio amico di Rachele, Carmelo, per proporgli un affare: assaltare un porta valori. Torrisi può essere l'anello debole nella coppia con Rachele Ragno. Arriva una soffiata da un poliziotto infiltrato amico di Giano che lo informa sull'incontro avvenuto fra Torrisi, Rachele e Carmelo, Anna è titubante a credere a Giano viste le ultime situazioni, ma alla fine la squadra si mette sulle tracce del portavalori. Rachele manda Torrisi a fare il lavoro insieme agli uomini di Carmelo per verificare se è pronto per affrontare la situazione, mentre il gruppo sta aspettando il portavalori per assaltarlo arriva col blindato anche la Duomo, inizia un conflitto a fuoco, Torrisi scappa e viene seguito dall'amico di Giano, Marco, Rachele lo raggiunge e spara al poliziotto alle gambe, mentre questi è a terra intima a Torrisi di finirlo e questo davanti agli occhi di Giano spara al poliziotto, uccidendolo. 
Mazzeo vuole prendere l'ultima piazza per la spiaggia che si trova sotto i Colella, ma nessuno è mai riuscito a scovarli, così De Silva li trova e li fa fuori tutti. Quando la Duomo arriva sul posto capiscono che c'è De Silva dietro quel massacro. Mazzeo confida al figlio che l'uranio esiste e che prima di iniziare con lo spaccio della droga devono concludere quell'affare. Mirabella, il giardiniere di Rosy, si riprende in ospedale e la Bertinelli va a parlarci per avere informazioni sul tesoro di Rosy. Dopo si reca a casa di Mirebella con Sciuto e trovano una chiave che li porta a un box dove al loro interno trovano cose appartenenti alla famiglia Abate e Rosalia, non vista da Sciuto, trova una foto che ritrae sua madre con Nardo Abate e ne resta sconvolta. Rachele è attratta da Torrisi dopo averlo visto in azione e i due finiscono a letto insieme. Giano è sconvolto per la morte dell'amico e si reca dalla moglie e dalla figlia di questo ma la donna lo accusa della morte del marito, mentre Giano sta per andarsene arrivano Rachele e Torrisi che minacciano il poliziotto, vogliono che Giano li aiuti.
- Ascolti Italia: telespettatori 2.712.000  – share 11.4%[7]

## Il segreto della famiglia Abate
- Diretto da:Renato De Maria
- Scritto da:Pietro Valsecchi, Sandrone Dazieri, Valter Lupo e Giorgio Nerone

### Trama
Ulisse Mazzeo e Filippo De Silva, il figlio, hanno riunito alcuni uomini facenti parte dei vecchi clan per affiliarli alla loro famiglia. Il carico di uranio arriva e viene sistemato all'interno di un edificio da un uomo che conosce De Silva, Iusuff. Alla Duomo Settembrini sta ripensando all'incontro con Rachele Ragno e Saverio Torrisi. Un informatore avvisa Giano e la Cantalupo che Mazzeo sta regalando la droga e la squadra comincia ad indagare sulla situazione, capendo che se Mazzeo regala la droga ha sicuramente altre entrate per fare soldi. Intanto De Silva si reca da un suo contatto per la vendita dell'uranio. Rosalia Bertinelli continua ad avere incubi su Rosy e comincia ad essere strana al lavoro, insospettendo i colleghi. Va dalla madre in carcere per chiedere informazioni sulla fotografia trovata nel box di Rosy Abate.
Rachele e Torrisi nascosti nel loro covo, hanno sotto sequestro la moglie dell'amico di Giano, Marco Luna, con la figlia, se Settembrini li aiuterà loro libereranno gli ostaggi. Mentre Giano e Carlo Nigro tengono sotto controllo una piazza per lo spaccio arriva un uomo che Sciuto alla Duomo lo riconosce come, Rocco Baroni, uomo dei Marchese, e la Cantalupo chiede ai due poliziotti di pedinarlo. Intanto Rosalia torna al box e porta via 3 scatole contenenti foto e documenti e tra questi trova una lettera di Rosy indirizzata al figlio Leonardo. Baroni porta Giano e Carlo in una delle raffinerie, mentre la Cantalupo manda un'altra auto e chiede di non fare nulla, Nigro vuole avvicinarsi per controllare, Giano lo segue ma vengono scoperti e ne nasce un conflitto a fuoco. 
Patrizia Fiorilli riesce a chiamare Nigro e lo informa che c'è qualcosa di grosso ma non riesce a dirgli altro, è sempre sotto controllo. Dai dati dei tabulati di Baroni risalgono ad una zona dove c'è una ditta di trasporti e la Cantalupo manda Nigro e Giano sotto copertura all'interno della ditta come trasportatori. Mentre i due stanno mettendo delle cimici arriva Iusuff che riconosce nei due uomini la polizia, scappa e loro lo inseguono, durante l'inseguimento Iusuff avvisa De Silva ma finisce fuori strada e muore. Interrogando alla ditta la Cantalupo vuole avere ogni informazione sui trasporti effettuati a Mazzeo. Intanto De Silva fa spostare il carico perché sa che la polizia arriverà allo stabile dove lo avevano messo e lo porta alla villa dove si sono stabiliti lui, Mazzeo e il resto del clan.
Rachele chiama Giano e lo informa che il momento di fargli quel favore è arrivato se vuole salvare la donna con la figlia. Giano è nervoso e Nigro cerca di capire il problema ma l'amico non vuole dirgli nulla. Intanto Sciuto e e Orso dalle telecamere risalgono agli spostamenti del furgone e arrivano all'edificio dove era nascosto l'uranio, trovano delle tracce di sangue e la Cantalupo capisce che lì tenevano l'uranio e che l'affare esiste veramente.
In carcere la madre di Rosalia le confessa che lei è figlia di Nardo Abate. Rosalia scappa e va fuori di testa. Intanto la Cantalupo va da Lugli all'ASI e vuole avere tutto il dossier su De Silva, sa che solo lui può avere i contatti per sistemare l'uranio. Patrizia ascolta di nascosto i discorsi degli uomini di Ulisse sull'uranio. Giano chiama l'ufficio reperti, deve trovare un sistema per prendere la droga sequestrata ai Corda, è quella che Rachele e Torrisi vogliono. La Duomo ottiene il file su De Silva e Anna lo fa analizzare da Sciuto e la Bertinelli. Anna dà a Giano un solo giorno poi dovrà andarsene, lei non si fida e non può avere distrazioni in questo momento. 
Attraverso il file di De Silva, Sciuto risale ad un nome, Hassam Nazzari, nome noto alla Cantalupo, uomo legato alla costruzione di locali notturni e discoteche e Nigro ha un informatore che può aiutarlo. De Silva fa portare via l'uranio, sta per venderlo. Mente Nigro e Giano tengono sotto controllo Nazzari Patrizia richiama Nigro e lo informa del carico di uranio e che questo è stato spostato. Nigro e Giano seguono Nazzari fino al luogo devo questo ha appuntamento con De Silva. Mentre la squadra della Duomo li sta accerchiando Nazzari effettua il pagamento e avviene lo scambio ma Giano e Nigro vengono scoperti e la polizia interviene, nel conflitto a fuoco De Silva riesce a scappare mentre la Cantalupo riesce ad arrestare Nazzari. L'uranio viene sequestrato ma malgrado questo Mazzeo ha ottenuto i soldi. Patrizia vuole trovare il modo di scappare e fingendo di provarci con un uomo del clan fa sì che questo la porti in un bosco a fare una passeggiata per poter stare soli, ma le sue intenzioni sono altre. Arrivati al bosco, finge di voler stare con il ragazzo ma gli ruba la pistola gli da una botta in testa e scappa. Intanto Vito e Caputo arrivano al box dell'Abate e Vito si accorge che Rosalia ha portato via le scatole, informano Licata che si trova alla Duomo con la Cantalupo e questi bloccano la Bertinelli e chiedono spiegazioni. Così Rosalia, accerchiata da tutti i colleghi è costretta a dire la verità: lei è la figlia di Nardo Abate. Alla Duomo Nigro scopre il piano di Giano, recuperare la droga per salvare gli ostaggi. Giano non vuole dire nulla ad Anna per non coinvolgerla e creare un casino ma Carlo lo convince ad accettare almeno il suo aiuto. La Cantalupo capisce che i due hanno in mente qualcosa e scopre un foglio con una firma falsa per trasferire la droga sequestrata.
Settembrini e Nigro vanno a prendere la droga e arrivano all'appuntamento con Rachele e Torrisi, Nigro si nasconde. Mentre Giano incontra Rachele e Torrisi avviene lo scambio ma Carlo riceve la telefonata da Patrizia, è scappata e lui deve raggiungerla, si danno appuntamento in una piazza e Carlo lascia solo Giano a gestire la situazione che precipita. Rachele punta una pistola a Giano che reagisce e nel frattempo arrivano la Cantalupo con Sciuto, Rosalia e Caputo ma Torrisi punta una pistola alla testa della bambina e sono costretti a lasciarli scappare. Rachele e Torrisi scappano e lasciano andare gli ostaggi. Anna capisce i motivi di Giano e viene fuori anche la partecipazione di Nigro e la situazione con Patrizia. Cercano di rintracciare il cellulare di Nigro che nel frattempo è arrivato all'appuntamento con Patrizia ma mentre i due si stanno per avvicinare, Ulisse Mazzeo, nascosto dalla gente, si avvicina a Patrizia e l'accoltella mortalmente: Patrizia muore fra le braccia di Carlo.
- Ascolti Italia: telespettatori 2.574.000  – share 11.3%[8]

## Legami spezzati
- Diretto da:Samad Zarmandili
- Scritto da:Pietro Valsecchi, Sandrone Dazieri, Valter Lupo e Giorgio Nerone

### Trama
Ulisse Mazzeo si trova alla sua villa e vuole torturare il ragazzo che ha fatto scappare Patrizia ma De Silva interviene e uccide il ragazzo, hanno cose più importanti a cui pensare. Intanto Rachele e Torrisi vendono la droga. Giano vuole dare le dimissioni ma la Cantalupo le rifiuta, ha bisogno di lui. Alla Duomo Rosalia confessa a Sciuto che tutti la guardano e lei pensa che sia dovuto alle nuove rivelazioni e al fatto che gli altri possano pensare che i soldi dell'Abate che non si trovano li abbia lei.
Torrisi e Rachele uccidono un uomo, cugino di Riccardo e Aniello Mazzeo, in una sala giochi per dare un messaggio a Mazzeo. Alla Duomo tramite le registrazioni della piazza dov'è morta Patrizia scoprono che è stato proprio Ulisse ad ucciderla. Intanto Rachele e Torrisi iniziano la loro scalata per riprendersi Catania, compiono una sparatoria contro gli spacciatori di Mazzeo. Licata dà alla Cantalupo una settimana per arrestare tutti e questa con Sciuto vanno dalla madre di Rosalia per avere informazioni e proporle di entrare in un programma di protezione.
Mazzeo manda Riccardo e Aniello a fare fuori gli uomini che Rachele e Torrisi hanno arruolato e in carcere la madre di Rosalia informa la Cantalupo dove possono trovare proprio questi mercenari. La Cantalupo chiama gli altri per farsi raggiungere e arriva quasi contemporaneamente ai Marchese, in seguito alla sparatoria vengono uccisi e arrestati uomini sia di una famiglia che dell'altra e tra loro arrestano anche Aniello Marchese. Riccardo tornato da Mazzeo e De Silva racconta tutto. De Silva raggiunge uno degli uomini di Rachele e dopo averlo torturato ottiene i nomi degli altri membri che sono dalla parte di Rachele e piano piano li stermina tutti fino ad arrivare a Rachele stessa che durante un inseguimento in macchina perde i sensi, ma De Silva non la uccide. Rachele, tornata da Torrisi, gli racconta tutto e lui le consiglia di andare a parlare col capo della commissione provinciale, Zio Bartolo. Rachele è titubante, ma visto che stanno perdendo deve accettare la cosa. La madre di Rosalia accetta di collaborare con la polizia e viene fatta uscire di prigione ed entra in un programma di protezione testimoni ma è certa che la figlia non la perdonerà mai. Rachele e Torrisi si recano alla villa di Zio Bartolo ma questi non vuole prendere posizione tra loro e Mazzeo, De Silva è appostato e ascolta tutta la loro conversazione e fotografa tutta la disposizione di telecamere e uomini della villa. Mazzeo e De Silva decidono di intervenire ed entrare nella villa di Zio Bartolo, fanno una carneficina lasciando vivo solo lui.
Zio Bartolo, umiliato, vuole riunire tutta la commissione. Sciuto capisce che dietro la carneficina nella villa di Zio Bartolo c'è De Silva, quindi Mazzeo. Un uomo di Zio Bartolo informa Mazzeo della decisione di Bartolo. Caputo alla Duomo informa Sciuto che dai tabulati telefonici degli uomini di Rachele è venuto fuori un nome: Michele Liggio. Sciuto e la Bertinelli vanno ad interrogarlo e scoprono dove si trova Rachele. Lo stesso Liggio informa però anche De Silva che è proprio davanti al covo della Ragno. Tutta la squadra della Duomo si dirige da Rachele. De Silva entra nella casa e prima, uccidendo qualche uomo, arriva a Rachele, la lega ad una sedia ma quando arriva la Duomo scappa, si spara da solo, e torna da Rachele, la libera e fugge con lei. Alla fine della sparatoria fra la Duomo e gli uomini di Rachele, la Cantalupo capisce che c'è qualcosa sotto, perché De Silva non ha ucciso Rachele? Inoltre Anna cerca di parlare con la Bertinelli, consigliandole qualche giorno di riposo, ma quest'ultima decide di lasciare pistola e distintivo e se ne va.
Intanto Rachele e De Silva stanno fuggendo, visto che De Silva è ferito mentre è alla guida sviene così Rachele riesce a liberarsi, lo lega e lo porta via con sé. Giano e Nigro incontrano un informatore informando loro che Zio Bartolo sta facendo venire un suo parente a Catania, Cusimano, e gli dice dove possono trovarlo. Rachele chiama Torrisi e si incontrano, l'idea di Rachele è portare De Silva davanti alla commissione come regalo ma Torrisi vuole farlo fuori subito, cosi Rachele è costretta a uccidere lo stesso Torrisi.
De Silva viene seguito da Mazzeo e il clan. Giano e Nigro informano la Cantalupo su Cusimano e vanno a prenderlo in un albergo ma non lo trovano, così prendono le registrazioni di una telecamera dell'albergo. Rosalia va a trovare la madre che le chiede di andare da un notaio a Catania, lì c'è qualcosa per lei da parte di Rosy. Dalle telecamere dell'albergo, alla Duomo risalgono al guardaspalle di Mezzalira, il capo della 'ndrangheta. Secondo Sciuto c'è un summit, è questo secondo la Cantalupo l'obiettivo di Ulisse Mazzeo. Nel frattempo tutta la commissione si sta riunendo in una cava, tenuti sotto controllo da Mazzeo e i suoi. Al summit arriva anche una donna, Ulisse la chiama Maria, sua moglie.
- Ascolti Italia: telespettatori 2.809.000  – share 12,01%[9]

## Alla fine tutto cambia
- Diretto da:Renato De Maria
- Scritto da:Pietro Valsecchi, Sandrone Dazieri, Valter Lupo e Giorgio Nerone

### Trama
Alla cava Ulisse è sicuro che la donna che ha visto sia Maria, sua moglie, che lui credeva morta, ne rimane sconvolto e De Silva, in contatto con lui non riesce a capire cosa stia succedendo. Alla Duomo la Cantalupo informa Licata sul summit e lui è convinto che ci sarà una mattanza e dà la colpa alla Cantalupo per non essere intervenuta prima, rimangono ancora due giorni per chiudere la storia. La Duomo torna al lavoro, Orso trova un nome, Andrea Di Fusco, il fratello di uno degli uomini di Zio Bartolo uccisi, la Cantalupo manda Giano e Nigro a parlarci e vengono a sapere che la moglie di un boss ha avuto bisogno di cure ed è stato chiamato il dottor Paolo Costa.
Alla cava tutti i membri della commissione danno il benvenuto a Don Giuseppe e a sua moglie Maria. Anna e Sciuto vanno a parlare col dottor Costa che nel vederli scappa, quando lo fermano lo interrogano e scoprono una foto della donna a cui il dottore ha prestato cure. La donna soffre di un grave diabete e il dottore l'ha curata nell'albergo Torre Sant'Angelo. 
Alla cava Maria è certa che tutta la commissione vuole una guerra e pensa che sia tutta colpa sua ma anche lei vuole Ulisse morto, ha rinunciato all'unico figlio per lui. All'albergo si scopre che l'uomo e la donna che cercano sono Mezzalira e sua moglie Maria Scibona. Al summit stanno tutti aspettando Zio Bartolo, nel frattempo Rachele porta davanti a tutti De Silva, vuole ucciderlo ma Maria stessa la ferma dicendo che il compito spetta a Zio Bartolo stesso e portano De Silva in un recinto.
Nigro nel vedere la foto di Maria e il marito nota i lineamenti della donna e pensa a quando Patrizia gli raccontava di Ulisse che le diceva quanto la giovane gli ricordasse una donna. potrebbe essere proprio Maria quella donna. Dalle telecamere dell'albergo la Duomo risale alla targa di una macchina e da lì ad una carrozzeria chiacchierata dove vengono fatte blindature alle auto, Giano e Nigro si recano sul posto e uno dei ragazzi della carrozzeria conferma che la macchina è stata ritirata da un uomo e l'ha sentito parlare di Cannici. 
La Bertinelli chiama lo studio notarile per prendere un appuntamento. La squadra scopre che l'uomo che ha preso la macchina dalla carrozzeria è un uomo di Zio Bartolo e lo seguono per essere portati dal summit. Maria intanto raggiunge De Silva dove viene tenuto prigioniero, questi si è liberato, uccide 2 uomini ma viene raggiunto da Maria, i due cominciano a parlare, e si scopre che Maria è sua madre. Mazzeo dà ordine di intervenire anche se Zio Bartolo ancora non è arrivato. Orso informa la squadra che nella zona c'è una cava intestata al cugino dello Zio Bartolo, sicuramente il summit è lì, cosi la Cantalupo e Giano si avviano alla cava e lasciano Zio Bartolo ad essere pedinato dagli altri.
Mazzeo e i suoi uomini raggiungono la commissione e sparano contro tutti, De Silva vuole scappare con la madre ma lei non vuol fuggire così De Silva le promette di tornare a prenderla. Rachele fugge e si nasconde. Mezzalira raggiunge la moglie e la trova sola, la vuole portare via. Anna fa bloccare Bartolo prima che arrivi alla cava visto che c'è una sparatoria in corso, gli uomini della Duomo poi la raggiungono alla cava. Quando Mezzalira e Maria arrivano alla macchina per fuggire Ulisse uccide le loro 2 guardie e poi uccide Mezzalira, è pronto per uccidere anche Maria, che lo ha tradito, ma De Silva interviene e la porta via.
Rachele sta scappando ma viene inseguita da Giano ed alla fine lui le spara uccidendola. De Silva con Maria sono in fuga, sfondano un posto di blocco ma i poliziotti gli sparano contro e feriscono gravemente Maria, Mazzeo li sta inseguendo e passa anche lui il posto di blocco. I poliziotti informano la Cantalupo e i suoi. De Silva è costretto a fermarsi in un casolare abbandonato per soccorrere Maria e vengono raggiunti da Ulisse che vuole uccidere Maria, il figlio si mette in mezzo e alla fine Maria muore chiedendo perdono del tradimento ad Ulisse. Lei non lo amava più e lui era interessato solo ad uccidere così si è unita a Mezzalira ed insieme hanno organizzato la morte di Mazzeo e di tutta la sua famiglia. De Silva vuole uccidere il padre. Quando la Duomo raggiunge il casolare trovano Maria morta ma dei due uomini non c'è traccia.
La Duomo ha decimato l'organigramma mafioso, Licata fa i complimenti a tutta la squadra e fa le scuse alla Cantalupo. Ormai sono tutti convinti che Mazzeo e De Silva siano facili da prendere. Intanto Rosalia va dal notaio che le consegna una lettera e una chiave di una cassetta di sicurezza di una banca di Catania. Dalla data sulla lettera dell'Abate, Rosalia si accorge che qualcosa non va, la lettera è stata spedita il giorno dopo la notizia della bomba alla pompa di benzina ma il notaio non sa nulla in proposito. Rosalia va alla banca e scopre che Rosy le ha lasciato una lettera e tutto il tesoro in suo possesso. Sciuto cerca Rosalia a casa ma non la trova, la chiama preoccupato ma lei non gli rivela nulla. A questo punto l'onestà della poliziotta comincia a vacillare. Intanto Giano e Anna possono finalmente stare insieme e Nigro che non può ancora tornare dalla moglie e dalla figlia, torna a casa di Giano.
Squadra Antimafia si conclude con l’omaggio di un folto gruppo di  mafiosi che applaudono ed inneggiano un uomo seduto su di un trono: Filippo De Silva; è lui adesso il boss dei boss!
- Ascolti Italia: telespettatori 3.084.000  – share 13,00%[10]